# Moñái

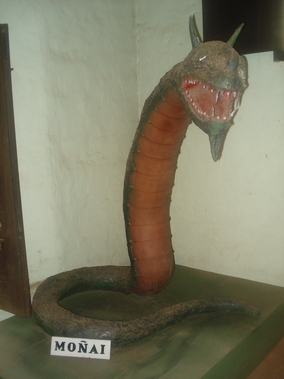
Moñái.

Moñái es el tercer hijo de Tau y Keraná,uno de los monstruos legendarios de la mitología guaraní.De apariencia espantosa fue el protector de ladrones y los pícaros. Vagaba por los campos, seguido de aves.
Es protector de los pájaros, señor del aire y de los campos. Esta criatura es representada con un enorme cuerpo de serpiente corto como de un metro y grueso como un tronco con dos cuernos rectos, de colores sobre su cabeza, que le sirven de antenas para atraer a sus presas.Murió en una cueva en llamas junto a sus hermanos 

## Mitología
Este ser tenía el cuerpo de una serpiente con cuernos grises, sus dominios son los campos abiertos. Puede subir a los árboles con gran facilidad y se descuelga de ellos para cazar a las aves con las que se alimenta y a quienes domina con el hipnótico poder de sus antenas. Es por ello que también se dice que es el señor del aire.
Moñái era aficionado al robo y ocultaba todos los productos de sus fechorías en una cueva. Los continuos robos y saqueos de las aldeas provocaban gran discordia entre la gente que se acusaba mutuamente por los robos y las misteriosas "desapariciones" de sus pertenencias.
Reunidos en una asamblea deciden que poner fin a las fechorías de Moñái y sus hermanos. La hermosa doncella Porasy se ofrece a llevar a cabo dicha misión. Para ello convence a Moñái de que se ha enamorado de él y que antes de celebrar sus nupcias quiere conocer a sus hermanos. 
Moñái la deja al cuidado de Teju jagua y parte a buscar al resto de sus hermanos: Mbói Tu'i, Jasy Jateré, Kurupí, Luisón y Ao Ao. Cuando por fin los trae consigo, comienzan los rituales de la boda. La caña circula entre los hermanos a raudales. Pronto éstos quedan completamente ebrios. En ese momento Porasy trato de salir de la cueva que estaba tapada con una enorme piedra.
Moñái advierte el movimiento y saliendo de la penumbra envuelve con su cuerpo de serpiente el cuerpo de la doncella tirándola nuevamente al fondo de la caverna. Porasy alcanza a dar la voz de alarma a su gente que la estaba esperando afuera y sabiéndose perdida les ordena que quemen la cueva, aún con ella adentro. Luego encendieron el fuego y los horribles monstruos se empezaron a quemar y todos los que quedaron adentro murieron incluyendo a Porasy.

## Véase otros mitos y leyendas
- Ao ao
- Luisón
- Mitología guaraní
- Jasy Jateré
- Teju jagua
- Mbói Tu'i
- Kurupí

- Datos: Q2273302